# Nessa Devil
Nessa Devil je umělecké jméno Nikoly Jiráskové (* 9. prosince 1988, Ostrava), české pornoherečky.

## Kariéra
Nessa Devil je česká pornoherečka. Svoje první video pro dospělé natočila v roce 2006, v den svých osmnáctých narozenin, pro největší české pornostránky Freevideo. V tomto videu vystupovala jako Modelka 149. V roce 2007, ve věku 18 let, podepsala smlouvu s Woodman Entertainment. Vystupovala v Drunk Sex Orgy, což bylo nominováno na AVN Awards za nejlepší orgie/gangbang a nejlepší orgie/gangbang série. Vystupovala v mnoha pornografických filmech včetně sólo scén (masturbace s použitím, i bez použití dilda), softcore scén, vaginálního sexu, análního sexu a močení. Od společnosti Hispanic byla označena novou hvězdou filmů pro dospělé.